# قرمزي باغ
قرمزي باغ (بالفارسية: قرمزی‌باغ) هي مستوطنة تقع في Charuymaq-e Jonubesharqi Rural District في إيران. يقدر عدد سكانها بـ 209 نسمة .